# Friedrich von Carmer-Borne
Hans Ludwig Wilhelm Friedrich Graf von Carmer(-Borne) (* 30. Dezember 1827 in Panzkau, Kreis Striegau; † 28. Juni 1885 in Lugano) war ein schlesischer Gutsbesitzer und Politiker.

## Familie

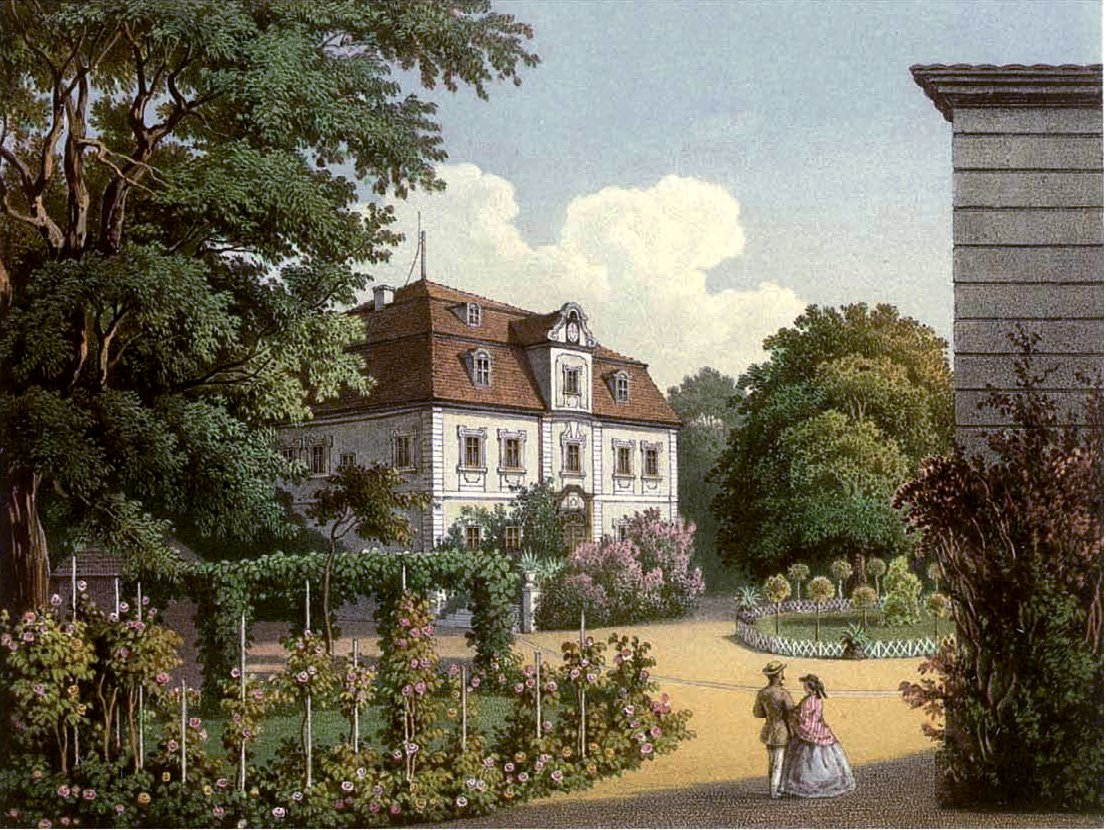
Rittergut Panzkau um 1860, Sammlung Alexander Duncker

Carmer-Borne entstammte dem älteren Ast der schlesischen Adelsfamilie Carmer, die Ende des 18. Jahrhunderts den preußischen Grafenstand erhielt. Seine Eltern waren der Majoratsherr auf Pantzkau, Carl Graf von Carmer (1798–1857) und Henriette von Treskow, Erbfrau auf Obsendorf und Buchwald in Schlesien. Friedrich war zweitältestes von acht Kindern.

## Leben
Friedrich von Carmer studierte Rechtswissenschaften an der Universität Halle. 1851 wurde er Mitglied des Corps Marchia Halle. Nach dem Studium diente er in Potsdam als Premierleutnant.
Er heiratete Marie von Elsner, Tochter des Ernst von Elsner, Gutsbesitzer auf Zieserwitz und Marie, geb. von Schweinitz. Das Paar hatte drei Kinder, Carl (1861–?), Erich (1863–?), Magdalena (1865–?).
Carmer war Rechtsritter des Johanniterordens und Gutsbesitzer auf Panzkau im Kreis Striegau sowie Borne, Grünthal und Lamsfeld (alle Landkreis Neumarkt, Schlesien). Ab 1859 war er Mitglied des Preußischen Herrenhauses auf Präsentation des Alten und Befestigten Grundbesitzes im Landschaftsbezirk Liegnitz und Wohlau. Er gehörte dem Herrenhaus bis zu seinem Tode 1885 an.